# Fábio Luiz Magalhães
Fábio Luiz Magalhães, född 13 mars 1979 i Marataízes, är en brasiliansk beachvolleybollspelare.
Han blev olympisk silvermedaljör i beachvolleyboll vid sommarspelen 2008 i Peking.